# Ramón Carretero
Ramón Carretero Marciags (Panama-Stad, 26 november 1990) is een Panamees wielrenner die anno 2015 rijdt voor Southeast.
In 2014 was hij de eerste wielrenner uit Panama die deelnam aan een Grote Ronde. Hij reed de Ronde van Italië echter niet uit. Ook in 2015 nam hij deel aan de Giro, wederom reed hij deze niet uit, hij gaf op in de tweede etappe.
Bij een out-of-competitioncontrole op 22 april 2015, vlak voor de Ronde van Turkije, werd bij Carretero een positieve dopingtest afgenomen. Het ging over het verboden middel epo. Hij werd door de UCI voor vier jaar geschorst en al zijn resultaten sinds zijn positieve test werden geschrapt.

## Belangrijkste overwinningen
2009
Tanara-Puente de Bayano
Panamees kampioen tijdrijden, Beloften
1e en 5e etappe Ronde van Panama
Eindklassement Ronde van Panama
2010
Panamees kampioen tijdrijden, Beloften
1e, 5e en 6e etappe Ronde van Panama
Eindklassement Ronde van Panama
6e etappe Ronde van Chiriqui
2011
 Pan-Amerikaans kampioen tijdrijden, Beloften
Panamees kampioen tijdrijden, Beloften
Panamees kampioen tijdrijden, Elite
1e en 5e etappe Ronde van Panama
Eindklassement Ronde van Panama
1e, 4e en 10e etappe Ronde van Chiriqui
Eindklassement Ronde van Chiriqui
2012
Panamees kampioen tijdrijden, Elite
1e, 3e, 4e en 5e etappe Ronde van Panama
Eindklassement Ronde van Panama

## Resultaten in voornaamste wedstrijden
| Jaar | Ronde van Italië | Ronde van Frankrijk | Ronde van Spanje |
| ---- | ---------------- | ------------------- | ---------------- |
| 2014 | opgave           |                     |                  |
| 2015 | opgave           |                     |                  |

## Ploegen
- 2012 –  Movistar Team
- 2013 –  Vini Fantini-Selle Italia
- 2014 –  Neri Sottoli
- 2015 –  Southeast (tot 16-6)

Andriato · Bellini · Carretero · Cecchinel · Chicchi · Colli · Conti · Dal Col · De Patre · Failli · Fedi · Finetto · Fonzi · Gil · Miletta · Monsalve · Ponzi · Pozzo · Rabottini · Taborre · Tedeschi · Viola (stagiair)
Andriato · Belletti · Bertazzo · Busato · Carretero · Cecchinel · Conti · Dal Col · Favilli · Fedi · Finetto · Fonzi · Gavazzi · Gil · Mareczko · Monsalve · Petacchi · Ponzi · Tedeschi · Wackermann · Zhupa · Amezqueta (stagiair) · Rodríguez (stagiair)